# Rudolf Jakob Camerarius
Pour les articles homonymes, voir Camerarius.
Rudolf Jakob Camerarius (12 février 1665, Tübingen – 11 septembre 1721) est un botaniste et médecin allemand.

## Biographie
Camerarius est le fils d'Elias Rudolph Camerarius (1641–1695), professeur de médecine.
Il devient lui-même professeur de médecine et directeur du jardin botanique de Tübingen en 1687 et se rend célèbre par ses recherches sur le rôle des organes reproducteurs des végétaux.
Camerarius est le mari de Christina Magdalena Crafft (1670–1727), fille de Johann Crafft (1618–1695), théologien luthérien. Son frère est Elias Rudolph Camerarius, fils. Il est le père d'Alexander Camerarius,.
Il est membre de la Leopoldina.

## Contributions
D'autres auteurs avant lui se sont intéressés à la sexualité chez les végétaux, comme Pline, Aristote ou son contemporain John Ray. Mais ces observations n'avaient été qu'épisodiques ou portaient sur une seule espèce.
Camerarius réalise des séries d'expériences méthodiques afin de déterminer avec précision le siège de la reproduction, que ce soit chez des espèces hermaphrodites (avec la suppression totale ou partie des étamines) ou dioïques (avec l'isolement des individus). Ces expériences lui permettent de comprendre que les étamines constituent l'organe sexuel masculin et le pistil l'organe féminin, toute détérioration d'un de ces organes empêchant la reproduction. Les plantes étudiées sont le mûrier, la mercuriale, l'épinard, le ricin commun et le maïs. Vingt-quatre ans avant Sébastien Vaillant, il met en parallèle la reproduction chez les animaux et chez les végétaux, ce qui déclenche un scandale, y compris chez certains botanistes. Ses résultats sur les plantes monoïques sont étendus par d'autres aux plantes dioïques.

## Œuvres (liste partielle)

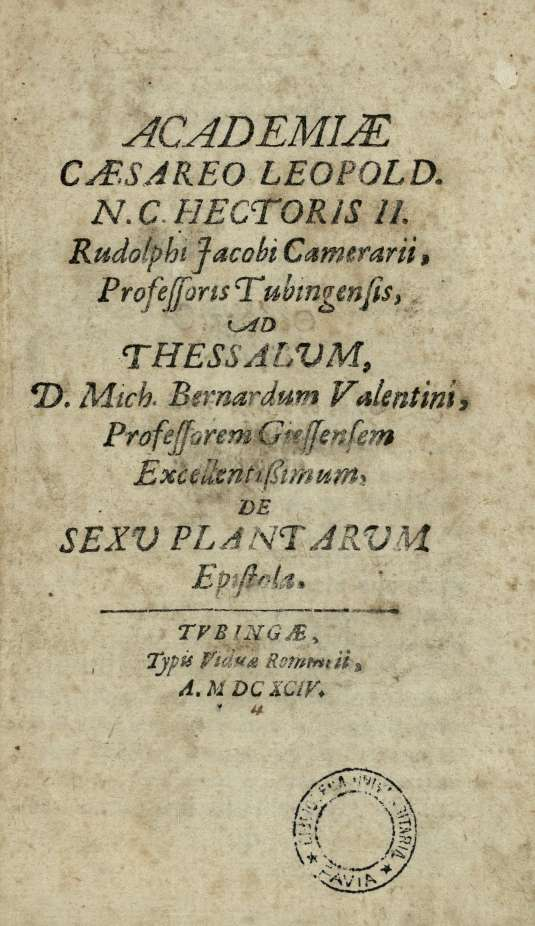
De sexu plantarum, 1694

- De sexu plantarum epistola, (1694)Camerarius établit dans cette lettre la distinction des sexes chez les végétaux, sur laquelle Linné a plus tard fondé sa classification.
- Opuscula botanici argumenti, édition réalisée par Johann Christian Mikan, 1797